# Basketball under Middelhavslegene 1955
Basketball under Middelhavslegene 1955 blev afholdt i Barcelona, Spanien.

## Medaljevindere

### Mænd
| Event | Guld    | Sølv    | Bronze     |
| ----- | ------- | ------- | ---------- |
| Mænd  | Spanien | Italien | Grækenland |